# Ґардно (озеро)
Ґа́рдно (пол. Jezioro Gardno, нім. Garder See) — озеро на території Словінського національного парку
у Поморському воєводстві Польщі.

## Географія
Знаходиться на узбережжі Балтійського моря на північ від Слупська, на захід від озера Лебська. Висота над рівнем моря лише 0,3 метра. Від моря відрізано піщаною косою, уздовж якої переміщаються дюни висотою до 40 метрів. Мінімальна відстань від озера до моря дорівнює 1,59 км. Середня глибина озера становить 1,06 м, максимальна глибина — 2,6 м. Площа водного дзеркала дорівнює 24,69 км², за площею озеро займає 8-е місце в Польщі і друге місце в регіоні. Довжина озера становить 6,8 км, максимальна ширина 4,7 км. Озеро перетинає річка Лупава. Воно у межах фізико-географічного мезорегіону Словінське узбережжя на Кошалінському побережжі.
Населені пункти на берегах озера та біля нього: Ґардна-Велика, Ґардна-Мала, Ретово, Рови, Висока.

## Охорона природи
Природний заповідник "Виспа Каменна" (Кам'яний острів) площею 0,6 га розмістився на єдиному острові в озері. 
Внаслідок сільніх вітрів солона морська вода іноді потрапляє в озеро, що дає можливість існувати багатьом видам солеводних рослин і тварин.
У 1977 році Словінський національний парк був названий резерватом біосфери UNESCO з причини його природних цінностей та унікальних "плаваючих" дюн. Також парк  знаходиться під захистом Міжнародної Рамсарської конвенції відносно захисту водоплавних і болотних птахів.

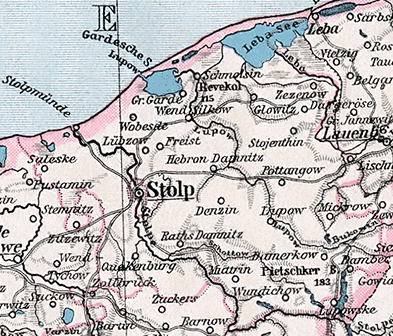
Озеро на німецькій мапі 1905 року
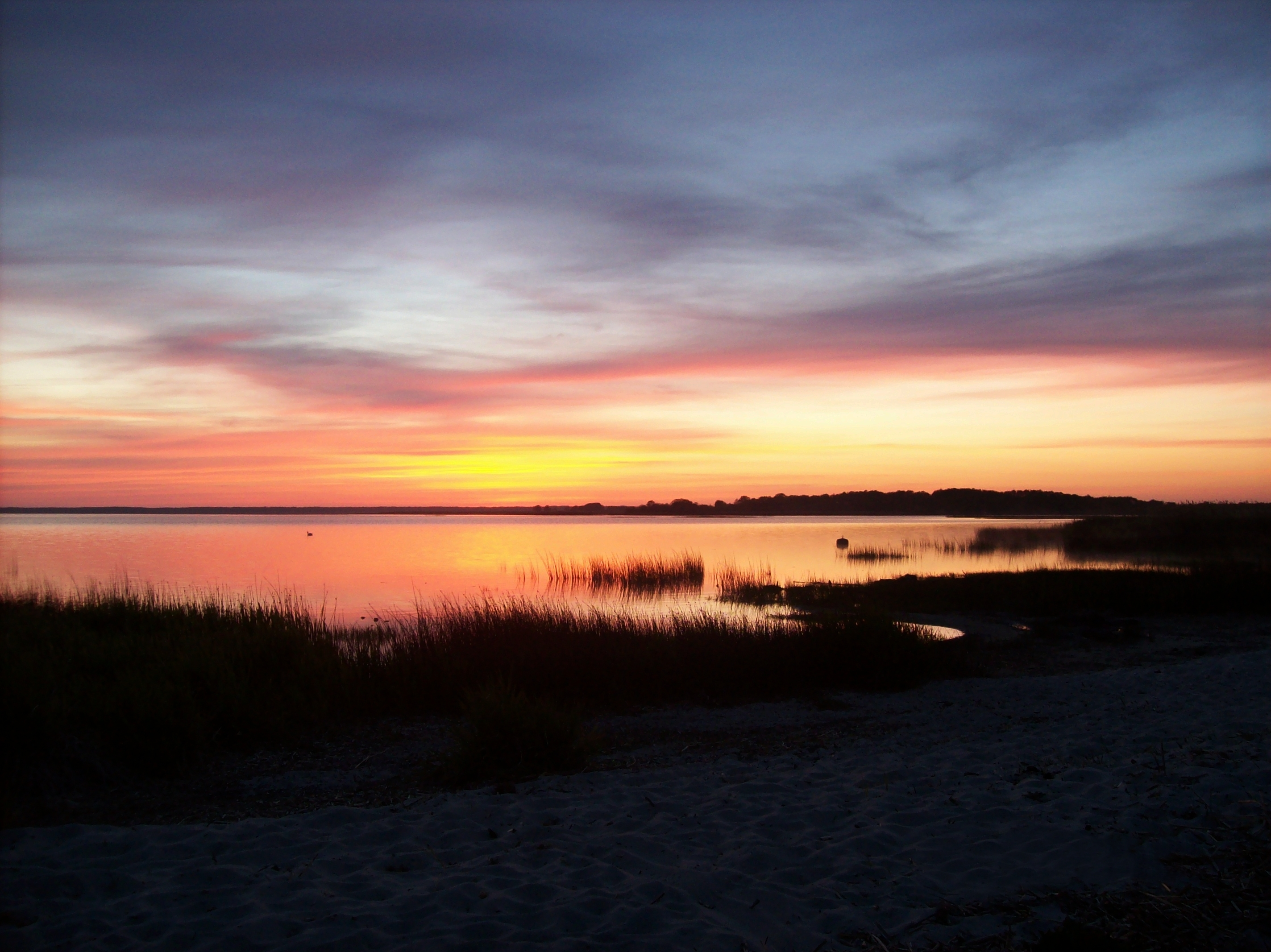
Захід сонця над озером
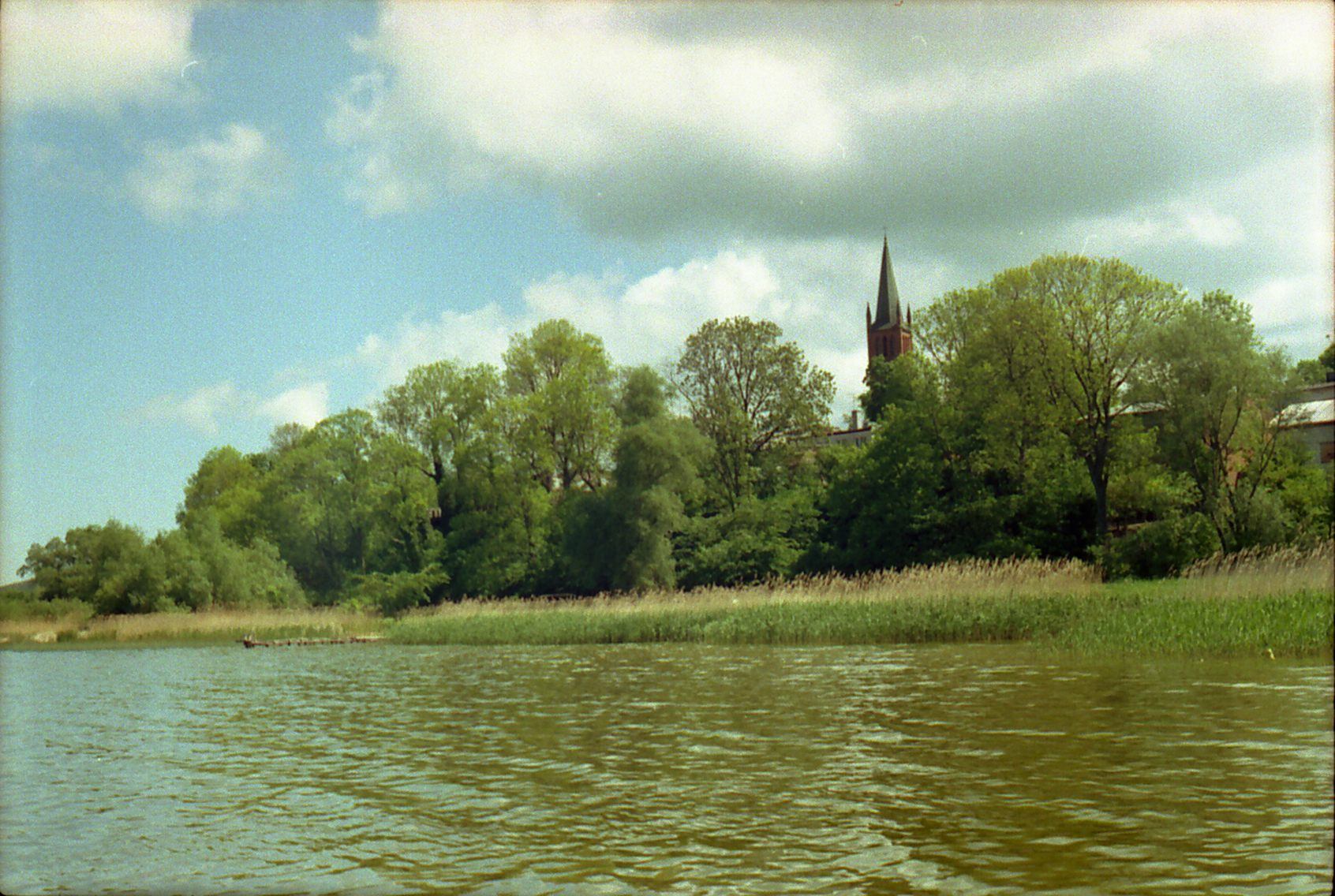
Вид на Гардну-Вєлку з озера
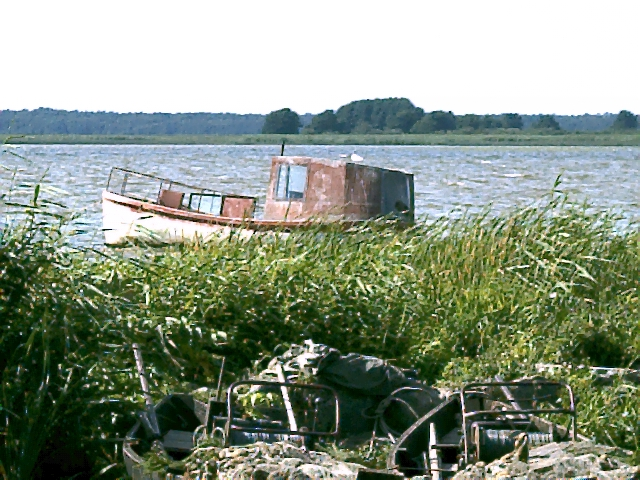
Рибальські човни на озері